# 阿林多·戈麥斯·富爾塔多
阿林多·戈麥斯·富爾塔多（葡萄牙語：Arlindo Gomes Furtado；1949年11月15日—）是佛得角籍天主教司鐸級樞機及現任佛得角聖地牙哥教區主教。

## 生平
富爾塔多於1949年10月4日在佛得角聖地亞哥島的聖卡塔琳娜縣出生。他於1976年7月18日在聖地牙哥教區晉鐸。
他於2004年2月22日晉牧，並獲教宗若望·保祿二世任命為明德盧教區主教。2009年7月22日，戈麥斯·富爾塔多接任為佛得角聖地牙哥教區正權主教，該教區是非洲最古老的教區之一。
教宗方濟各於2015年1月4日在三鐘經祈禱活動結束之際宣佈將他擢升為樞機。他於隔月14日與教宗舉行共祭彌撒大典，並獲擢升為司鐸級樞機。

## 牧徽

阿林多·戈麥斯·富爾塔多樞機牧徽